# سبليت
أَسْبَالَطو (بالكرواتية:Split (سبليت) - اسمها العربية مشتق من اللاتينية Spalato) هي أكبر مدينة في دلماسية وثاني أكبر مدينة في جمهورية كرواتيا. يقطنها حوالي 221,456 ساكن.

## الاسم
الاسم القديم لمدينة سبليت الكرواتية حينما كانت مستوطنة إغريقية هو «سبالاثوس» (باليونانية:Σπάλαθος) وبعد أن أصبحت المدينة ضمن ممتلكات الإمبراطورية الرومانية عرفت باسم «سبالتوم» بالاتينية:Spalatum) تطور الاسم ليصبح خلال فترة العصور الوسطى «سبالاترو» (Spalatro) في اللغة الدلماتية في حين عرفت لدى السلاف الجنوبيون باسم «سبليت».
وقد ذكرها الإدريسي في كتابه الجغرافي نزهة المشتاق في اختراق الآفاق وأسماها أَسْبَالَطو وكتب عنها الآتي:
<<ويمتد الجبل إلى مدينة استغنو (Ston) فيتصل بها من هذا الجبل شعبة كبيرة عالية واستغنو في سفحها ثم يمر متصلا إلى مدينة أسبالطو وبين أسبالطو والجبل ستة أميال وخلف الجبل مدينتان إحداهما نجاو والثانية كيترة وبين أسبالطو ونجاو اثنا عشر ميلاً.

## السكان
يبلغ تعداد سكان مدينة أسبالطو حوالي 221,456 حسب إحصاء عام 2007 يشكل الكروات 95.15% من جملة سكان المدينة فيما يدين حوالي 88.37% من السكان بالكاثوليكية، ويرتفع عدد السكان إلى 410,000 نسمة باحتساب سكان الضواحي والمناطق المحيطة بمدينة أسبالطو .

## توأمة
لسبليت اتفاقيات توأمة مع كل من:
- أنكونة
- شارلوتنبورج فيلمسدورف
- دوفر
- أنتوفاغاستا
- بيت شيمش
- City of Cockburn [الإنجليزية]‏
- أوسترافا
- تروندهايم
- بينيفنتو
- بسكارا
- جرجنت
- Cagli [الإنجليزية]‏
- مقاطعة أسكولي بيتشينو
- Gladsaxe Municipality [الإنجليزية]‏
- لوس أنجلوس
- موستار
- أوديسا (1964 -)
- بلدية شتيب [الإنجليزية]‏
- فيلينيه
- كراكوف
- بونتا أريناس
- كرمانشاه
- برنيك
- Wilmersdorf  [لغات أخرى]‏
- أنطاليا
- إزمير (1996 -)
- باتراس

## أعلام
- ديوكلتيانوس
- دراغان هولكر
- رادومير فوكسيفيتش
- إيفان بيريشيتش
- أندريا أليكسي
- زلاتكو بابيك
- توميسلاف ارتشيغ
- إيفان سترينيتش
- ايفو ساندر
- إيفيكا فاستيك